# El Salitrillo, Fresnillo
El Salitrillo är en ort i Mexiko.   Den ligger i kommunen Fresnillo och delstaten Zacatecas, i den centrala delen av landet, 600 km nordväst om huvudstaden Mexico City. El Salitrillo ligger 2 101 meter över havet och antalet invånare är 168.
Terrängen runt El Salitrillo är platt norrut, men söderut är den kuperad. Runt El Salitrillo är det ganska glesbefolkat, med 38 invånare per kvadratkilometer. Närmaste större samhälle är Melchor Ocampo, 6,0 km öster om El Salitrillo. Omgivningarna runt El Salitrillo är i huvudsak ett öppet busklandskap.